# سید مخدوم رهین
سید مخدوم رهین، نویسنده، سیاستمدار و وزیر پیشین اطلاعات و فرهنگ افغانستان است.
وی دو دوره وزیر اطلاعات و فرهنگ افغانستان بود.
یکبار از سال ۲۰۰۱ - ۲۰۰۶ و بار دوم از سال ۲۰۱۰ - ۲۰۰۱۵

## زندگی
سید مخدوم رهین در کابل به دنیا آمد. سلسله نسب خانوادهٔ وی به محمد پیامبر اسلام از طریق میر واعظ کابلی، میر ابوالقاسم و ابراهیم فرزند موسی کاظم می‌رسد.

## تحصیلات
وی مدرک ماستری/کارشناسی ارشد و دکترای  خود را در رشته ادبیات فارسی از دانشگاه تهران در سال ۱۳۵۲ خورشیدی به دست آورد. بعد از پایان تحصیل به عنوان استاد در دانشگاه کابل ایفای وظیفه کرد. پس از آن به عنوان رئیس ادارهٔ فرهنگ و هنر وزارت اطلاعات و فرهنگ وقت مصروف کار شد.

## فعالیت‌های سیاسی
دکتور رهین در کمیسیون مسودهٔ قانون اساسی در زمان جمهوری داودخان عضو بود و در لویه جرگه سال ۱۳۴۶ اشتراک نمود. بعد از کودتای ۷ ثور ۱۳۵۷ در منزلش تحت نظارت قرارگرفت. بعد از اشغال افغانستان توسط شوروی سابق، به پاکستان مهاجرت کرد و به مجاهدین افغانستان پیوست و به عنوان رئیس کمیته فرهنگ و نشرات و عضو شورای عالی جهاد تعیین و در عین حال به عنوان رئیس رادیو کابل آزاد انتخاب شد.
در حکومت موقت مجاهدین به حیث وزیر مشاور ایفای وظیفه کرد. دکتور رهین در زمینه فرهنگ و ادبیات، تاریخ و عرفان اسلامی آثاری دارد. وی مقالات زیادی نوشته و از وی چندین مقاله و کتاب تا کنون چاپ شده‌است که می‌توان به کتاب هائی چون دقیقی نامه، گزیدهٔ آثار سید جمال الدین افغانی، هند و هندو در شعر امیر خسرو دهلوی و روابط فرهنگی افغانستان و شبهٔ قارهٔ هند از گذشته‌های دور تا قرن هفتم هجری نام برد. از جملهٔ کارهای وی در دوران جهاد اشک خراسان، سوگواران، پاسخ به نامهٔ استاد(شعر) اوسنی مسلمانان(پشتو)میباشد. وی در دورهٔ جهاد برای تشریح اهداف جهاد، جراید و مجلات متعدد به زبان‌های پشتو، دری، انگلیسی، عربی، و اردو تأسیس کرد.
در سال ۱۹۸۸ دکتور رهین همراه با عده‌ای از روشنفکران و فرماندهان جهادی نهضت ملی اسلامی افغانستان را به منظور خدمت به آزادی و دموکراسی تأسیس کرد. وی در سال‌های جهاد به اکثر مناطق کشور سفر کرد.
پس از دوازده سال شرکت در جهاد افغانستان در حدود یکسال قبل از سقوط حکومت نجیب الله به آمریکا رفت.
دکتور رهین در سال ۱۳۷۵ هجری شمسی به همکاری دانشمندان افغان در آمریکا انجمن صلح و دموکراسی برای افغانستان را ایجاد نمود و به حیث رئیس این انجمن در راه وحدت مای و دموکراسی و آزادی در افغانستان و پیکار بر ضد تروریزم و طالبان کوشید.
دکتور رهین در سال ۱۳۷۷ هجری شمسی به عضویت کمیتهٔ اجرائیهٔ طرح لویه جرگه اضطراری در روم پذیرفته شد و بعد از آن الی تدویر جلسهٔ بن در تمام فعالیت‌های مربوط به لویهٔ جرگه اشتراک ورزید.
دکتور رهین در ادارهٔ موقت به حیث وزیر اطلاعات و فرهنگ تعین گردید.وی از طرف مردم کابل در سپتامبر ۲۰۰۳ به حیث رئیس شورای شهروندان کابل انتخاب شد. در ماه می۲۰۰۴ مدال خدمت در راه آزادی بیان و فرهنگ به پیشنهاد رئیس جمهور از محمدظاهر شاه دریافت نمود.
او پیش از انتخاب مجدد به حیث وزیر اطلاعات و فرهنگ ، مدتی سفیر افغانستان در دهلی نو بود.
وی تا ماه مارس ۲۰۱۵میلادی وزیر فرهنگ افغانستان بود.